# Paul Martin (Bobfahrer)
Paul Martin war ein deutscher Bobfahrer.

## Karriere
Paul Martin trat bei den Olympischen Winterspielen 1928 im Fünferbob zusammen mit Hans-Edgar Endres, Rudolf Soenning, Paul Volkhardt und Karl Reinhardt an. Sie belegten lediglich den 18. Platz.